# سیران اوهانیان
سیران موشغی اوهانیان (ارمنی: Սեյրան Մուշեղի Օհանյան؛ زادهٔ ۱ ژوئیهٔ ۱۹۶۲) یک سیاست‌مدار و فرد نظامی اهل ارمنستان است که از تاریخ ۱۴ آوریل ۲۰۰۸ تا تاریخ ۳ اکتبر ۲۰۱۶ در دولت تیگران سارگسیان و دولت هوویک آبراهامیان سمت وزیر دفاع ارمنستان را برعهده داشت.

## زندگی‌نامه
در ۱ ژوئیهٔ ۱۹۶۲ در شوشی به دنیا آمد . همچنین عنوان قهرمان آرتساخ و نشان صلیب رزمی (ارمنستان) (درجه یک) به وی اعطاء شده‌است.

## نگارخانه

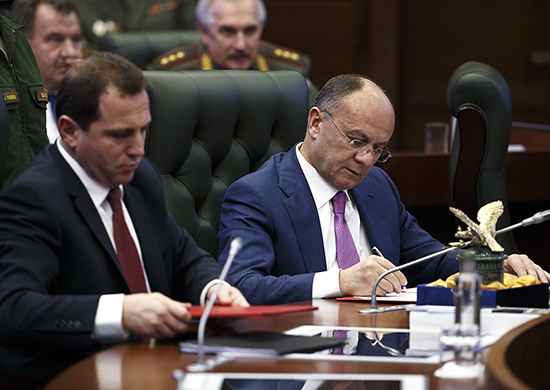
سیران اوهانیان و داویت دونویان